# 13436 Енід
13436 Енід (13436 Enid) — астероїд головного поясу, відкритий 17 листопада 1999 року.
Тіссеранів параметр щодо Юпітера — 3,181.